# John Kasay
John Kasay (Athens, 27 ottobre 1969) è un ex giocatore di football americano statunitense che ha miltato nel ruolo di kicker nella National Football League. Fu scelto dai Seattle Seahawks nel corso del quarto giro del Draft NFL 1991. Al college ha giocato a football a Georgia. In carriera ha giocato per i Carolina Panthers per 16 stagioni dal 1995 al 2010 e per i New Orleans Saints per una (2011).

## Carriera professionistica

### Seattle Seahawks
Stagione 1991
Preso come 98a scelta dai Seattle Seahawks gioca 16 partite realizzando 25 su 31 field goal con il più lungo di 54 yard, ha fatto 27 su 28 extra point convertiti.
Stagione 1992
Ha giocato 16 partite realizzando 14 su 22 field goal con il più lungo di 43 yard, ha fatto 14 su 14 extra point convertiti, 43 kickoff per 2625 yard di cui 9 in touchback e 34 ritornati.
Stagione 1993
Ha giocato 16 partite realizzando 23 su 28 field goal con il più lungo di 55 yard, ha fatto 29 su 29 extra point convertiti, 69 kick off per 4242 yard di cui 3 terminati fuori dal campo di gioco, 15 in touchback e 50 ritornati con un touchdown.
Stagione 1994
Ha giocato 16 partite realizzando 20 su 24 field goal con il più lungo di 50 yard, ha fatto 25 su 26 extra point convertiti, 68 kick off per 4085 yard di cui uno terminato fuori dal campo di gioco, 3 in touchback,60 ritornati e 5 onside kick di cui nessuno recuperato.

### Carolina Panthers
Stagione 1995
Passa ai Carolina Panthers giocando 16 partite realizzando 26 su 33 field goal di cui 2 bloccati con il più lungo di 52 yard, ha fatto 27 su 28 extra point convertiti un punt per 32 yard finito nelle 20 yard avversarie, 70 kick off per 3974 yard di cui 2 usciti fuori dal campo di gioco, 3 in touchback, 61 ritornati e 4 onside kick di cui nessuno recuperato.
Stagione 1996
Ha giocato 16 partite realizzando 37 su 45 field goal"record personale" con il più lungo di 53 yard, ha fatto 34 su 35 extra point convertiti, un punt per 30 yard finito in touchback, 88 kick off per 5698 yard"record personale" di cui 3 terminati fuori dal campo di gioco, 12 in touchback, 71 ritornati e 2 onside kick non recuperati.
Stagione 1997
Ha giocato 16 partite realizzando 22 su 26 field goal di cui uno bloccato con il più lungo di 54 yard, ha fatto 25 su 25 extra point convertiti, 65 kick off per 4106 yard di cui uno terminato fuori dal campo di gioco, 7 in touchback, 55 ritornati con un touchdown e 2 onside kick non recuperati.
Stagione 1998
Ha giocato 16 partite realizzando 19 su 26 field goal di cui uno bloccato con il più lungo di 56 yard"record personale", ha fatto 35 su 37 extra point convertiti, 75 kick off per 4731 yard di cui 2 terminati fuori dal campo di gioco, 5 in touchback, 65 ritornati con un touchdown e 3 onside kick di cui uno recuperato.
Stagione 1999
Ha giocato 13 partite realizzando 22 su 25 field goal con il più lungo di 52 yard, ha fatto 33 su 33 extra point convertiti. 69 kick off per 4280 yard di cui uno terminato fuori dal campo di gioco, 7 in touchback, 60 ritornati e un onside kick non recuperato.
Stagione 2000
Si infortuna e non gioca nessuna partita.
Stagione 2001
Ha giocato 16 partite realizzando 23 su 28 field goal con il più lungo di 52 yard, ha fatto 22 su 23 extra point convertiti, 27 kick off per 1708 yard di cui tutti ritornati e un tackle da solo.
Stagione 2002
Ha giocato solo 2 partite realizzando 2 su 5 field goal di cui uno bloccato con il più lungo 27 yard, ha fatto 5 su 5 extra point convertiti.
Stagione 2003
Ha giocato 16 partite realizzando 32 su 38 field goal con il più lungo di 53 yard, ha fatto 29 su 30 extra point convertito, un punt per 33 yard finito nelle 20 yard avversarie, 74 kick off per 4620 yard di cui 4 in touchback e 69 ritornati, un tackle da solo.
Stagione 2004
Ha giocato 14 partite realizzando 19 su 22 field goal di cui uno bloccato con il più lungo di 54 yard, ha fatto 27 su 28 extra point convertiti, 2 punt per 51 yard di cui uno in touchback e uno abbassato dai compagni, 56 kick off per 3355 yard di cui uno terminato fuori dal campo di gioco, 2 in touchback, 51 ritornati e un onside kick non recuperato.
Stagione 2005
Ha giocato 16 partite realizzando 26 su 34 field goal di cui uno bloccato con il più lungo di 52 yard, ha fatto 43 su 44 extra point convertiti, un punt per 36 yard finito in touchback, 81 kick off per 5137 yard di cui 2 terminati fuori dal campo di gioco, 3 in touchback, 76 ritornati e un onside kick non recuperato.
Stagione 2006
Ha giocato 16 partite realizzando 24 su 27 field goal con il più lungo di 54 yard, ha fatto 28 su 28 extra point convertiti, un punt per 25 yard poi ritornato per 8 yard, 57 kick off per 3592 yard  di cui 2 terminati fuori dal campo di gioco, 5 in touchback, 50 ritornati e un onside kick non recuperato.
Stagione 2007
Ha giocato 16 partite realizzando 24 su 28 field goal con il più lungo di 53 yard, ha fatto 27 su 27 extra point convertiti, 2 punt per 60 yard di cui uno downed nelle 20 yard avversarie e uno ritornato per 94 yard in touchdown, 53 kick off per 3205 yard di cui 5 terminati fuori dal campo di gioco, 2 in touchback, 46 ritornati e 3 onside kick .
Stagione 2008
Ha giocato 16 partite realizzando 28 su 31 field goal con il più lungo di 50 yard, ha fatto 46 su 46 extra point"record personale", 2 kick off per 41 yard di cui uno terminato fuori dal campo di gioco e uno ritornato.
Stagione 2009
Ha giocato 16 partite realizzando 22  field goal su 27, di cui 2 bloccati, con il più lungo di 50 yard e ha convertito 31 su 32 extra point di cui uno bloccato.

## Palmarès

### Franchigia
- National Football Conference Championship: 1

Carolina Panthers: 2003

### Individuale
- Convocazioni al Pro Bowl: 1

1996
- PFWA All-Rookie Team - 1991